# Keitharo Oosterwolde
Keitharo Oosterwolde (17 de febrero de 2002) es un deportista de Países Bajos que compite en atletismo. Ganó una medalla de plata en el Campeonato Europeo de Atletismo Sub-20 de 2021, en la prueba de 4 × 100 m.